# Наводнение в Европе (2002)
В августе 2002 года в Европе проливные дожди вызвали крупнейшее за 100 лет наводнение, затронувшее Австрию, Болгарию, Венгрию, Германию, Испанию, Италию, Молдавию, Польшу, Россию, Румынию, Словакию, Чехию и Хорватию. Принесенный ущерб был оценен в миллиарды евро.
В России наводнение затронуло преимущественно Северо-Кавказский регион.

## Чехия
В Праге местами дома затопило по вторые этажи, река поднялась на 6-7 метров. Затопило часть пражского метро — станции, находившиеся рядом или в низменных местах по берегам Влтавы. Опасались разрушения древнего Карлова моста. Сильно пострадал Пражский зоопарк. Водный вал покатился вниз по течению реки по Чехии и вышел в Лабу (Эльбу) и далее за немецкую границу. Наводнение стало крупнейшим за последние 500 лет (1502-2002).

## Германия
Водный вал вышел в Эльбу и понесся к Дрездену. Водомерные посты на границе, в городе сообщали о непрерывном росте уровня реки, достигнув уровня набережных началось затопление города, в музеях готовились к эвакуации коллекций из подвалов и первых этажей зданий, поднимая всё на верхние этажи. Максимально Эльба поднялась на 10-11 метров. Центр города Цвингер, Опера, стояли в воде, затопило парк в Цвингере, другие парки города. Наводнение распространялось вниз по течению, у Магдебурга прорвало защитные дамбы и затопило луга и поля. Чем дальше по Эльбе, тем меньше поднимался уровень в реке, и уже не очень высокий уровень реки был в устье у Гамбурга. Восточные земли Германии (б. ГДР) вынесли основной удар стихии. Канцлер Германии Шрёдер на вертолете облетал пострадавшие районы. Такого наводнения не было за последние 200 лет.

## Паводок в бассейне Дуная и его притоках
Дожди в Европе охватили большую площадь. С верховьев Дуная и его притоков объёмы воды обрушились в Дунай и сформировали паводковую волну, которая пошла вниз по Дунаю, вызывая сильный подъём уровня реки, угрожая прибрежным городам и селениям, затапливая низменности и набережные городов Линц, Вена, Будапешт, Белград, Братислава. Наводнение в Венгрии по Тисе, разрушение дамб и затопление деревень в Румынии и Болгарии.

## Последствия
После этих событий в Совете Европы начались работы по созданию нормативного акта, которым бы регулировались меры предупреждения, финансирования государствами-членами Евросоюза мер по предотвращению или ликвидации последствий наводнений. Таким документом стала Директива 2007/60/ЕС.